# 釋明得
釋明得（1531年—1588年），號月亭，又號千松，湖州烏程（今中國浙江省湖州市）人，俗姓周，為明朝嘉興東禪寺沙門。

## 生平
明得法師出生即聰穎不凡，幼年時隨父親到西資道場，指著壁畫的羅漢像問：「僧耶俗耶？」父親回答：「僧也。」法師慨然的說：「吾願為是矣」力求出家，但父母不允許。
法師十三歲時，投雙林慶善庵向真祥法師學習瑜伽教法，四年後剃髮出家。初次向外參學於百川海公和尚，但不契機，逐遍遊諸山叢林，訪歷高僧，備受艱辛。路經中天竺寺，得知萬松和尚說法，便前往參禮。萬松問曰：「大德何來欲求何事？」法師對曰：「欲叩普門求良導耳。」萬松竪起一支手指說：「且去禮大士却來相見。」明得法師不解，禮菩薩後再拜萬松求決生死大事。萬松說「子欲脫生死，須知生死無著始得」明得法師還是不明白，便依止萬松受具足戒，自此朝夕久參仍不得入門處。萬松和尚不得已傳授《楞嚴經》旨要給明得法師，法師苦心研究，至經文「清淨本然云何忽生山河大地」處，心地豁然明朗大悟。便作偈呈萬松印證：「楞嚴經內本無經，覿面何須問姓名，六月炎天炎似火，寒冬臘月冷如氷。」萬松頷首印可囑咐曰：「汝既悟教乘，異日江南講肆無出爾右。向上大事藉此可明。」
明得法師為人孤高性格剛毅，以傳法為已任，弟子無不受其法益恩澤，於其座下得法開悟者很多。萬曆十五年（1587年）秋天，法師向大眾宣告：「吾為汝等轉首楞嚴法輪作再後開示，無復為汝更轉也。」；冬天時患疾，猶諄諄教誨。明朝萬曆十六年（1588年）正月十七日，吉祥而逝，世壽五十八，僧臘四十六，荼毘 後建塔供奉於徑山。

## 著作
- 《金光明經文句文句記會本》八卷（《卍續藏》[4]）
- 《金光明經文句科》一卷（《卍續藏》）
- 《金光明經玄義拾遺記會本》二卷（《卍續藏》）
- 《金光明經玄義科》一卷（《卍續藏》）

## 法嗣

### 弟子
- 百松真覺